# Winchester (stacja kolejowa)

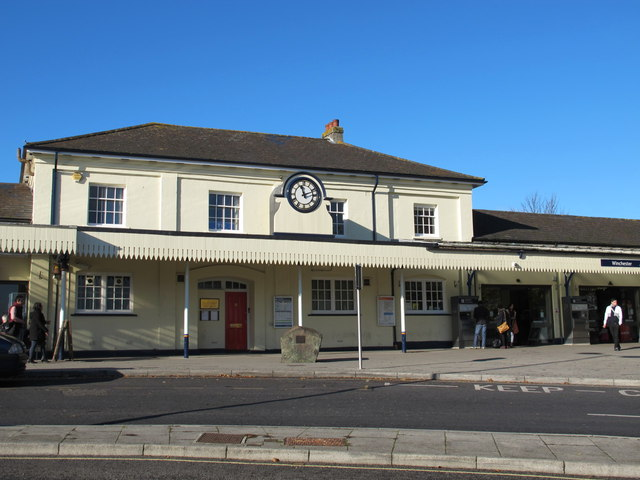
Budynek stacyjny

Stacja kolejowa Winchester (Winchester railway station) – stacja kolejowa w Winchesterze, w Anglii. Posiada 2 perony i obsługuje ok. 2 959 744 pasażerów rocznie (dane za rok 2021/2022).